# 普里維利內 (杜布諾區)
50°27′47″N 25°48′50″E / 50.46306°N 25.81389°E

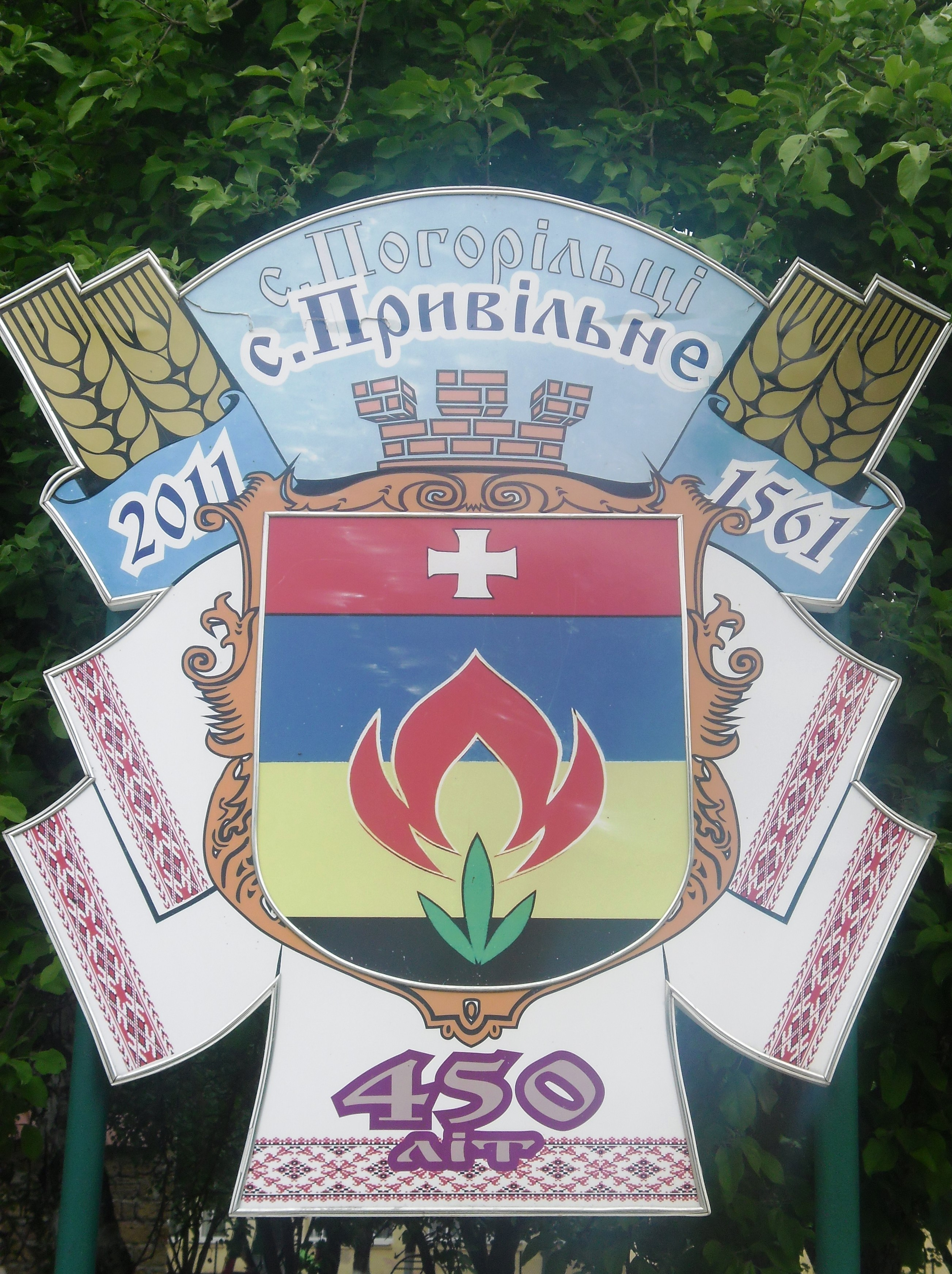
有关村庄历史的标牌

普里維利内（烏克蘭語：Привільне），是烏克蘭西北部羅夫諾州杜布諾區普里维利内市镇内的村落及其行政中心。始建於1963年，面積0.16平方公里，海拔高度205米，2001年人口1,115，人口密度每平方公里6798.8人。